# 阿內菲夫
阿內菲夫（法語：Anéfif），是馬里的城鎮，位於該國東北部，由基達爾區的基達爾省負責管轄，面積2,800平方公里，2009年人口5,087，人口密度每平方公里1.8人。
18°2′40″N 0°36′10″E / 18.04444°N 0.60278°E